# Khương Hữu Bá
Khương Hữu Bá  (1930 – 21 tháng 12 năm 2015) là cựu sĩ quan Hải quân Việt Nam Cộng hòa cấp bậc Đại tá. 

## Binh nghiệp
Khương Hữu Bá sinh năm 1930 tại Vĩnh Long, Nam Kỳ, Liên bang Đông Dương. Hồi trẻ, ông nhập học Trường Lasan Taberd và đỗ bằng tú tài Pháp. Ông vốn xuất thân khóa 2 Trường Sĩ quan Hải quân Nha Trang. Trước khi được tuyển nhận vào khóa 2 Hải quân, ông đã tốt nghiệp sĩ quan Trường Hàng hải Thương thuyền Việt Nam.
Ông nhập khóa ngày 1 tháng 11 năm 1952 và mãn khóa tháng 5 năm 1953 thuộc ngành chỉ huy cùng với các bạn đồng niên như cựu Phó Đề đốc Đinh Mạnh Hùng, Phó Đề đốc Nghiêm Văn Phú, Đại tá Đặng Cần Chánh, Đỗ Quý Hợp, Ngô Khắc Luân, Trương Ngọc Lực, Phùng Nhật Tân, Nguyễn Văn Thu và Nguyễn Văn Trụ. Về sau, ông còn theo học Trường Cao đẳng Quốc phòng rồi qua Mỹ tu nghiệp Trường Cao học General Line ở Monterey, California và Trường Đại học Chiến tranh Hải quân ở Newport, Rhode Island.
Ông lần lượt giữ các chức vụ sau đây:
- Chỉ huy trưởng Hải đoàn 25 Xung phong.
- Hạm trưởng RVNS Hương Giang (HQ-404).
- Chỉ huy trưởng Lực lượng Hải thuyền kiêm Chỉ huy trưởng Duyên Lực năm 1960–1962.
- Chỉ Tham mưu Phó Hành quân Bộ Tư lệnh Hải quân.
- Chánh Thanh tra Bộ Tư lệnh Hải quân năm 1966–1968.
- Chỉ huy trưởng Trung tâm Huấn luyện Sĩ quan Hải quân Nha Trang năm 1968–1971.
- Chánh Thanh tra Hải quân Việt Nam Cộng hòa năm 1972–1973.
- Tư lệnh Hải quân Vùng IV Duyên Hải kiêm Đặc khu trưởng Đặc khu Phú Quốc năm 1974–1975.

Ông và Hải quân Đại tá Chung Tấn Cang đã cùng Tư lệnh Không quân Nguyễn Cao Kỳ và Trần Văn Minh ký tên vào Hiến chương Vũng Tàu. Bên cạnh đó, trên cương vị là Hạm trưởng HQ-404 là tàu Hải quân Việt Nam đầu tiên (với toàn bộ thủy thủ đoàn người Việt) do ông chỉ huy đã vượt Thái Bình Dương từ Mỹ trở về miền Nam Việt Nam mà không cần tàu hộ tống đi cùng.
Năm 1974, Campuchia có đưa một chiến hạm và một tàu dò tìm dầu hỏa vào lãnh hải Việt Nam, thuộc Vùng IV Duyên Hải. Ông đã phúc trình sự việc lên Đề đốc Tư lệnh Trần Văn Chơn. Sau khi được Đề đốc Tư lệnh Trần Văn Chơn cấp thuận, ông liền điều động 3 chiến hạm của Hải quân Việt Nam Cộng hòa đang công tác trong lãnh hải Vùng IV Duyên Hải đến nơi hai chiếc tàu của Campuchia đang hoạt động; đồng thời gửi công hàm ngoại giao đến Tư Lệnh Vùng của Campuchia, yêu cầu 2 chiếc tàu của Campuchia phải rời lãnh hải của Việt Nam Cộng hòa trong vòng 24 tiếng đồng hồ. Hai chiếc tàu của Campuchia dò tìm dầu hỏa trong lãnh hải của Việt Nam Cộng hòa thấy vậy nền đành phải rút lui.

## Lưu vong
Sau biến cố 30 tháng 4 năm 1975, ông chỉ huy một Hạm đội Hải quân Việt Nam Cộng hòa rời khỏi miền Nam Việt Nam di tản sang Mỹ rồi tiến hành trao trả lại một số lượng lớn tàu chiến hải quân cho Hoa Kỳ tại Philippines. Ít lâu sau, ông cùng gia đình định cư tại Chicago, đi làm quản lý văn phòng cho một doanh nghiệp trang sức cho đến khi nghỉ hưu. 
Ông qua đời ngày 21 tháng 12 năm 2015 tại Fort Worth, Texas, Hoa Kỳ, hưởng thọ 86 tuổi.

## Gia đình
Khương Hữu Bá là Phật tử với pháp danh Quảng Chánh. Ông lấy cô em gái Luật sư Trần Ngọc Liễng là Trần Ngọc Lê, có với nhau 4 người con và 7 người cháu.

## Vinh danh
Khương Hữu Bá là một trong những sĩ quan chỉ huy được ân thưởng nhiều huân huy chương nhất của Hải quân Việt Nam Cộng hòa nhờ có kinh nghiệm chỉ huy nhiều đơn vị hải lực, những huân huy chương này bao gồm Bảo Quốc Huân Chương Đệ Tứ Đẳng, Hải Quân Huân Chương Đệ Nhất Đẳng, Danh Dự Bội Tinh Đệ Nhất Đẳng, Hải Vụ Bội Tinh Đệ Nhất Đẳng và Anh Dũng Bội Tinh với nhành dương liễu.